# Tchórzowa-Gajówka
Tchórzowa-Gajówka – osada leśna wsi Tchórzowa w Polsce, położona w województwie mazowieckim, w powiecie węgrowskim, w gminie Miedzna
W latach 1975–1998 osada administracyjnie należała do województwa siedleckiego.
1 stycznia 2011 r. zmieniono urzędowy status miejscowości gajówki na osadę leśną.